# Valje
Valje is een plaats in de gemeente Bromölla in het landschap Skåne en de provincie Skåne län, het zuidelijkste landschap en de zuidelijkste provincie van Zweden. Een kleiner deel van de plaats ligt echter in Sölvesborg in het landschap Blekinge en de provincie Blekinge län. De plaats heeft 771 inwoners (2005) hiervan wonen 702 in de gemeente Bromölla en 69 in de gemeente Sölvesborg. De plaats heeft een oppervlakte van 79 hectare.
Net ten noorden van de plaats loopt de Europese weg 22. Door de plaats loopt de kleine rivier de Sissebäck, deze rivier vormt de grens tussen Skåne en Blekinge en tussen Skåne län en Blekinge län, ook grenst de plaats aan een baai van de Oostzee. De overige directe omgeving van de plaats bestaat uit zowel bos als landbouwgrond.